# Quel mazzolin di fiori
(Emilio Lussu, Un anno sull'Altipiano, 1938)
Quel mazzolin di fiori è un canto popolare italiano, composto da un autore anonimo nel XIX secolo. Già attestato nel 1870 in uno scritto pubblicato in Zeitschrift des Ferdinandeums für Tirol und Vorarlberg di Ludwig Hörmann, il testo è composto da sei quartine scritte in lombardo e in italiano.
Questa canzone, nonostante non avesse alcuna relazione con la guerra, fu la più cantata dagli alpini durante la prima guerra mondiale e da allora divenne famosa in tutt'Italia.

## Incisioni
Nel 1955-1956 andò in onda una trasmissione radiofonica domenicale per le forze armate con il titolo Quel mazzolin di fiori, a cura di Dino Verde e con la regia di Renzo Tarabusi.
Il brano fu inserito nell'album di Gigliola Cinquetti del 1972 Su e giù per le montagne e fu inciso anche nel 1974 in Topo Gigio a Canzonissima, album di Topo Gigio.
Nel 1978 Luciano Tajoli incise il 33 giri Tajoli, Alpini... un cuore solo assieme al Coro Idica di Clusone che conteneva 12 canzoni del repertorio di montagna e degli alpini, tra cui: Quel mazzolin di fiori, Sul cappello, Va' l'alpin. Il ricavato della vendita dell'album andò per la costruzione di una casa per ospitare i disabili a Endine Gaiano.
In Francia il brano è stato interpretato da Les Compagnons de la chanson e pubblicato nel 2005 nell'album Nos Jeunes Années pubblicato da Marianne Mélodie.